# Frosti Sigurjónsson
Frosti Sigurjónsson (Reykjavík, 19 de dezembro de 1962) é um político islandês do Partido Progressista.
Frosti possui MBA pela London Business School (1991). Ele foi CEO de várias empresas islandesas, incluindo de 1999 a 2005 na CCP Games. Em 2005, ele co-fundou o mecanismo de pesquisa de viagens Dohop, onde atuou até 2010 como diretor administrativo e depois como CEO. Ele também foi co-fundador e, de 2009 a 2013, CEO da DataMarket, uma empresa ativa no campo da visualização de informações.
Desde as eleições parlamentares islandesas de 27 de abril de 2013, Frosti é membro do parlamento islandês do distrito eleitoral Reykjavík North. É presidente da Comissão de Assuntos Econômicos e Comércio do Parlamento e membro da Comissão de Assuntos Externos.
Frosti Sigurjónsson anunciou em 2016 que não iria se candidatar à reeleição na Islândia.

## Reforma do sistema monetário islandês
Na primavera de 2015, Frosti Sigurjónsson foi comissionado pelo ex-primeiro-ministro islandês Sigmundur Davíð Gunnlaugsson para descobrir por que a crise financeira de 2008-2011 atingiu particularmente a Islândia. Em seu estudo Frosti conclui que o principal problema está na criação de dinheiro nos depósitos bancários. Frosti defende o controle monetário pelo estado. Isso corresponde aos objetivos perseguidos pela Association for Modernization Monetary of the Swiss Hansruedi Weber.